# Burg Reinsberg
Die Burg Reinsberg ist die Ruine einer Höhenburg in der gleichnamigen Gemeinde Reinsberg im Bezirk Scheibbs in Niederösterreich.

## Geschichte

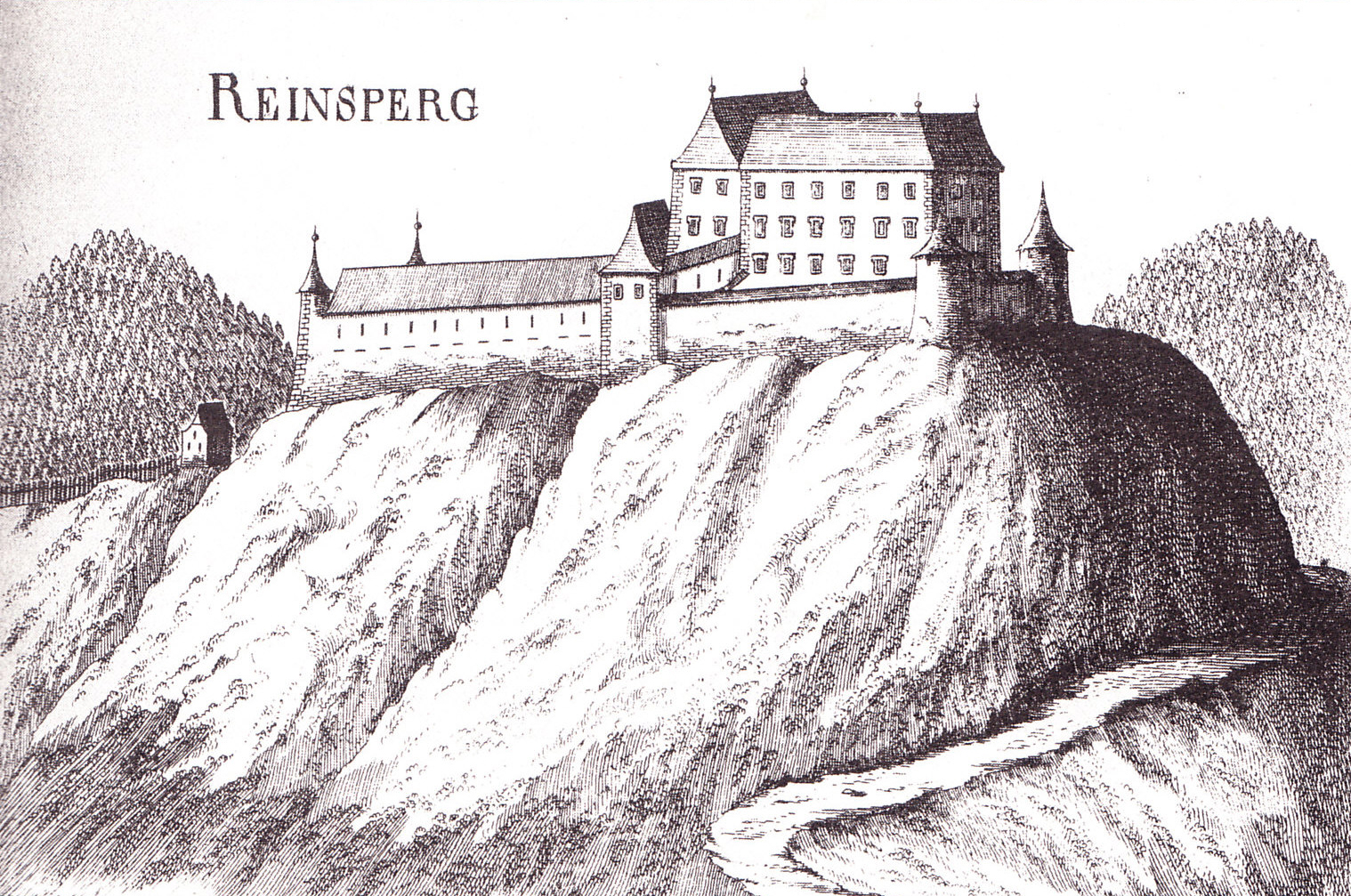
Burg Reinsberg, Kupferstich, Georg Matthäus Vischer, 1672

1215 erhebt der Freisinger Bischof Otto II. Ansprüche auf ein castrum in Rainsperch, einem Lehen der Bischöfe von Regensburg. 1256 hatte Engelschalk von Reinsperg die Burg als Lehen der Regensburger Bischöfe. Nach seinem Tod wurde seine Witwe Alhaid (Adelheid) vom Bischof mit Reinsberg und Wang belehnt. Sie gründete 1291 die Pfarre Reinsberg, 1294 die Pfarre Randegg und 1296 ein Frauenkloster in Randegg. 1275 wird Heinrico Reinsperger als erster eines Burggrafengeschlechts genannt. 1315 ist der Neffe Adelheids Christian von Lengenbach Burgherr, dann Reinprecht I. von Walsee und 1384 Otto von Zelking. Christoph Randegker war 1490 Pfleger der Zelkinger. Um 1499 gehörte das Lehen Stefan von Zinzendorf, 1532/34 erwarb Wolfgang von Oedt die Herrschaft. Im April 1597 plünderte der Bauernführer Markgraber „mit einigen losen Buben“ die Burg Reinsberg. 1602 erwarb Wolf Niklas von Grünthal die Burg, dann folgten die Dietrichstein und 1687 Wolf Engelbert Graf Auersperg als Besitzer von Burg und Herrschaft. Die Auersperg besaßen Reinsberg dann bis 1834, worauf Kaiser Franz I. die Ruine erwarb. Danach gehörte die Ruine der Republik Österreich bzw. den Österreichischen Bundesforsten, seit 1997 der Gemeinde Reinsberg.

## Die Burg seit dem 20. Jahrhundert

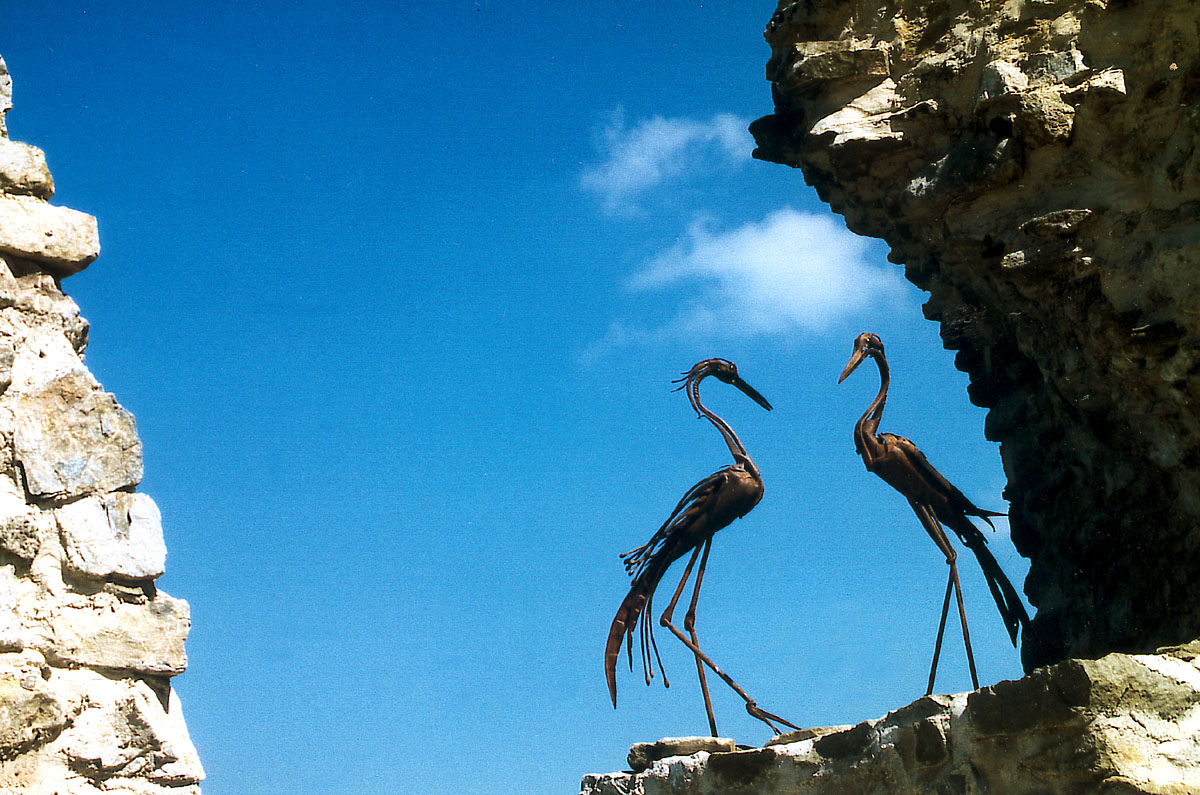
Ferro Arte Kraniche auf der Burgarena

Zur Zeit der Nachkriegssommerfrische ein beliebtes Ausflugsziel, ist die Burgruine mit dem Ausbleiben der Urlaubsgäste in einen tiefen Dornröschenschlaf gesunken. Sträucher und Bäume überwucherten sie und die stolze Burg auf der Anhöhe über
der Ortschaft geriet in Vergessenheit.

Im Jahr 1990 wurde durch eine Initiative die Ruine renoviert und revitalisiert und es entstand die Burgarena Reinsberg, in der heute Open Air verschiedene Veranstaltungen stattfinden. 

Logo der Burgarena Reinsberg

### Sanierung der Burg
1990 haben die ersten Verhandlungen mit den Österreichischen Bundesforsten begonnen. Die Gemeinde, die Dorfwerkstätte und die Heimatbühne nahmen sich der Ruine an. Vorerst wurde ein Pachtvertrag abgeschlossen. Seit 1997 ist die Burganlage im Besitz der Gemeinde Reinsberg.

### Oper in Reinsberg
Seit 2002 werden auf der Burg Opern aufgeführt. Das einmalige Open-Air-Ambiente der Burgarena Reinsberg verfügt über ca. 900 Sitzplätze, wovon der Großteil überdacht ist. Von 2002 bis 2012 war Karl Prüller Intendant der Opernfestspiele, 2022 wurde ihm die Ehrenbürgerschaft der Gemeinde Reinsberg verliehen.

## Architektur
Allgemeines

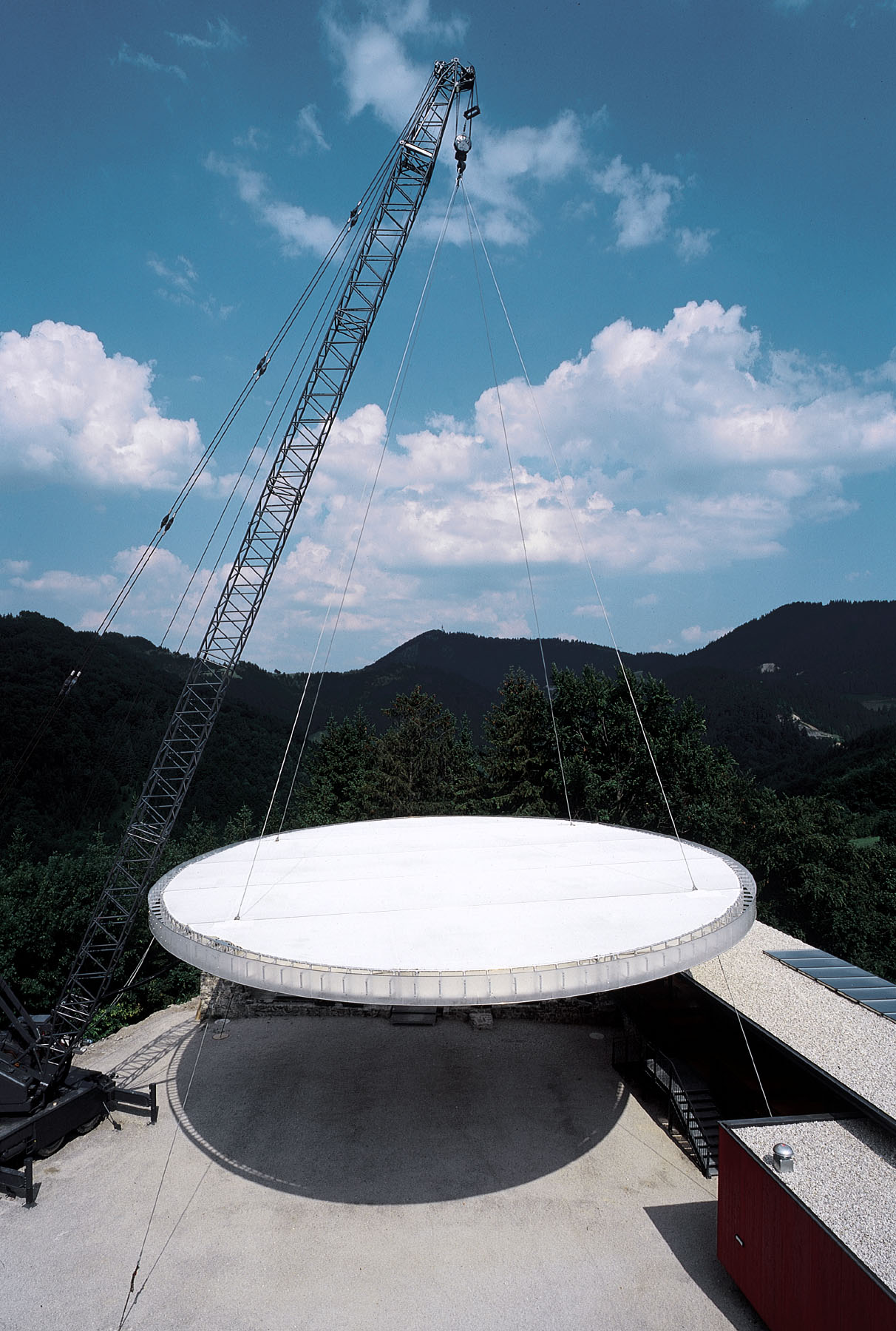
Mobile Überdachung der Burgarena

Die Burgruine Reinsberg diente schon längere Zeit als Ort von Theateraufführungen, Festen und Ausstellungen. Durch
die Gewährung von Fördermitteln des Landes NÖ, durch Eigenmittel der Gemeinde sowie durch weitere umfassende
und unentgeltliche Mitarbeit des Dorferneuerungsvereins wurde es möglich die Burgruine zu einem professionellen
Veranstaltungsort umzubauen.
Überdachung
Das Projekt zeichnet sich durch eine weltweit einzigartige mobile Überdachung des unteren Burghofes aus. Ein gebrauchter
Autokran, der stationär aufgestellt wurde, trägt eine riesige elliptische Leichtkonstruktion, die mittels Stahlseilen am Boden
verankert ist. Durch die Drehbarkeit des Autokrans sind verschiedene Positionen der Überdachung möglich. Die
Konstruktion ist sehr leicht zerlegbar und kann daher außerhalb der Spielzeit bequem abgebaut werden.
Südgebäude
Unmittelbar angrenzend an den unteren Burghof ist ein Infrastrukturgebäude mit Buffet, Küche, Büro und großer
überdachter Zuschauerterrasse im Erdgeschoß sowie Einrichtung für den Aufführungsbetrieb und Lagerräumen in zwei
Untergeschoßen errichtet worden.
Palas
Das Hauptgebäude, der historisch älteste Teil der Burganlage, ist in der Höhe des oberen Burghofes durch Stahlbetonstützen
und balkonartige Stahlkonstruktionen ergänzt. Von diesen Balkonen bietet sich ein phantastischer Ausblick auf die tief
darunter liegende Arena.
Oberer Burghof
Das gesamte Projekt entsteht in Zusammenarbeit und mit Genehmigung des Bundesdenkmalamtes. Es wurde vereinbart,
dass der Bereich des oberen Burghofes, der mit hoher Wahrscheinlichkeit noch zur Gänze unterkellert ist, in dieser
Baustufe nicht verändert wird. Hier soll die Möglichkeit einer späteren Ausgrabung bestehen bleiben.
Der Umbau der Burgruine zur Kulturarena wurde von Architekt Johannes Zieser geplant.